# HMS Investigator (1848)
El HMS Investigator fue un buque mercante adquirido en 1848 para la búsqueda de la expedición perdida de Franklin de Sir John Franklin al Paso del Noroeste. Realizó dos viajes al Ártico y tuvo que ser abandonado en 1853, tras quedar atrapado en el hielo.
Sus restos fueron hallados en julio de 2010 frente a la isla de Banks, en el mar de Beaufort. Fue el cuarto buque de la Marina Real británica que llevó ese nombre.

## Historial de servicio

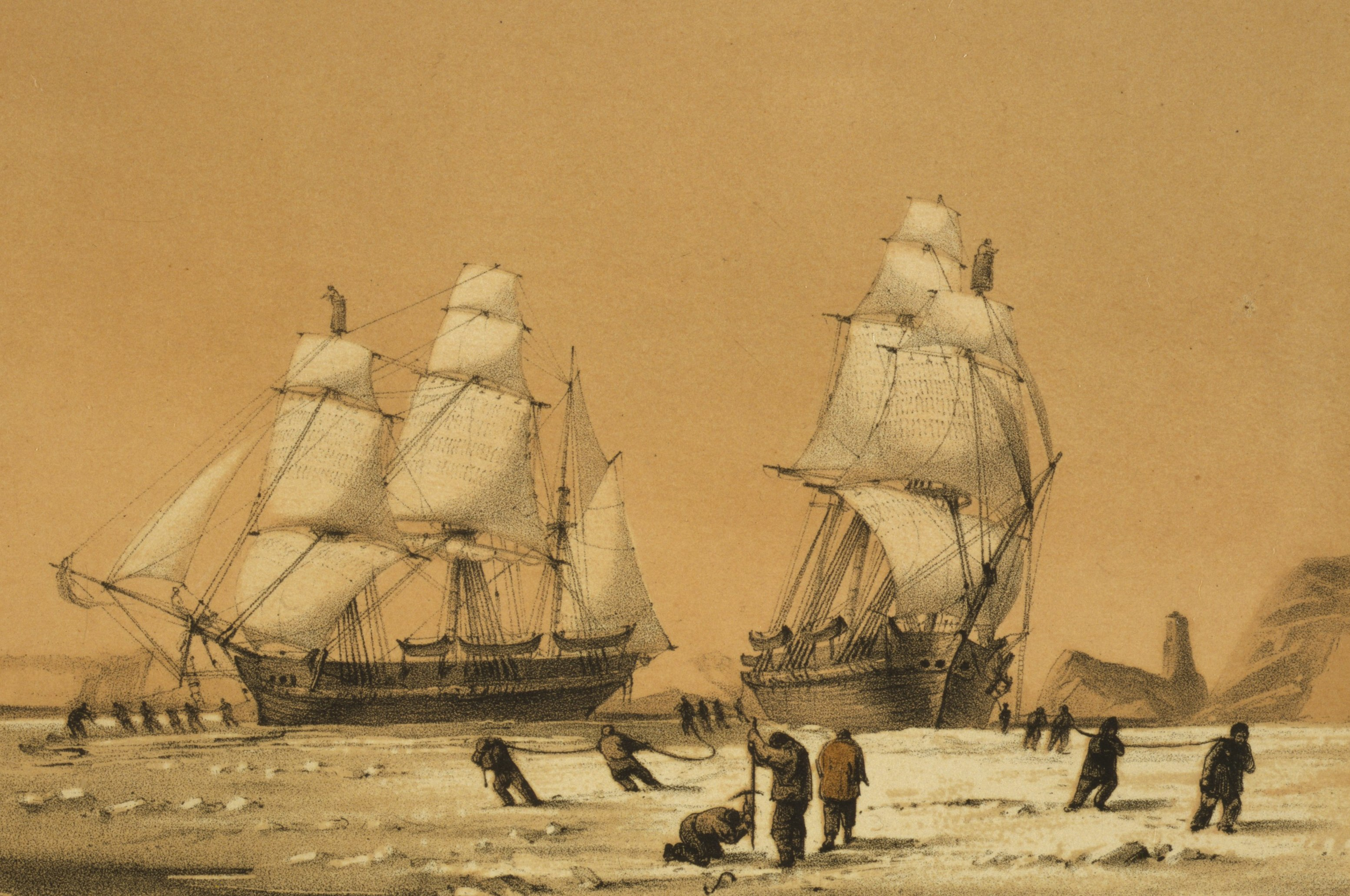
HMS Enterprise y HMS Investigator (derecha), por el teniente WH Browne.

En 1848, acompañó al HMS Enterprise en la expedición de James Clark Ross para encontrar la expedición perdida de Franklin. A bordo del Investigator también viajaba el naturalista Edward Adams. En su viaje de regreso, el buque estaba al mando de Robert McClure, pero quedó atrapado en el hielo de la bahía Mercy, junto a la isla Banks. El 3 de junio de 1853 se tomó la decisión de abandonarlo después de casi tres años atrapado.
Al año siguiente, fue inspeccionado por la tripulación del HMS Resolute, aún congelado, y se informó de que su estado general era bueno a pesar de haber hecho agua durante el deshielo estival.
A diferencia de la pérdida del Erebus y el Terror, los acontecimientos que rodearon el abandono del Investigator no son un misterio. McClure redactó un relato oficial del viaje, y el cirujano del buque, Alexander Armstrong, publicó un relato no oficial en 1857. Sin embargo, la localización exacta de sus restos permaneció desconocida durante más de 150 años debido a las dificultades para llegar a la zona, extremadamente inhóspita y frecuentemente helada.

## Legado

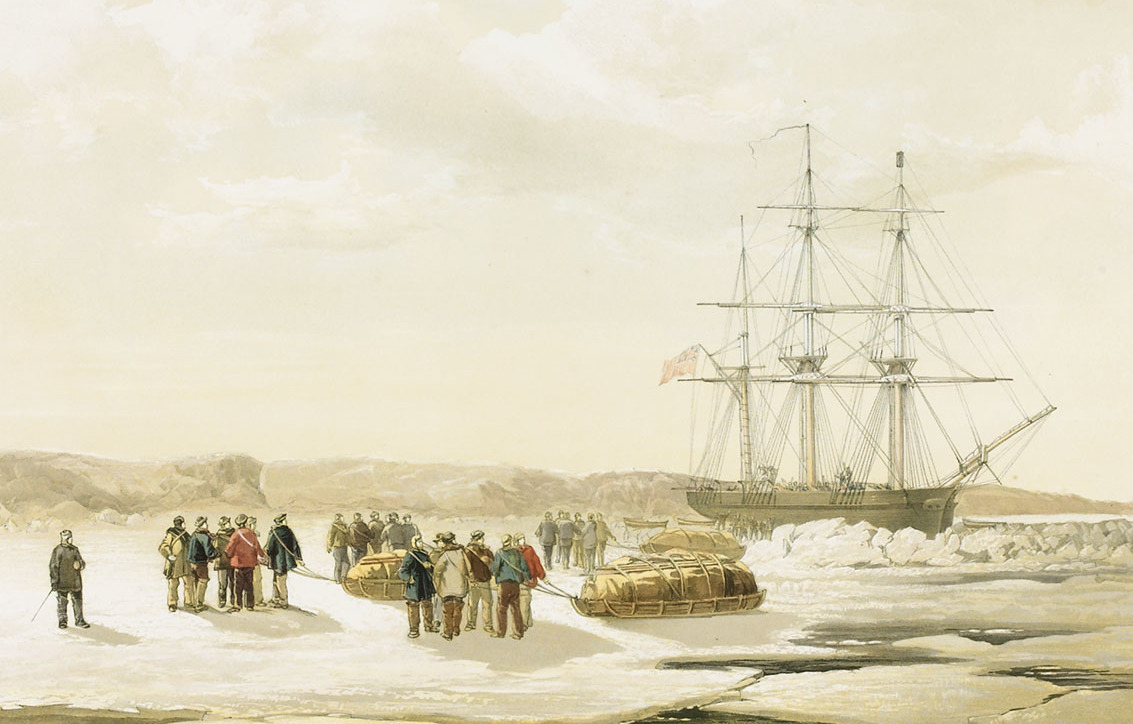
Los inválidos son evacuados del HMS Investigator en Mercy Bay, por Samuel Gurney Cresswell, el artista del barco, que comandaba el grupo de trineos representado.

Las tradiciones orales de los inuit cuentan historias sobre el barco. El barco abandonado era una fuente de cobre y hierro para los indígenas de la zona; faltaban clavos metálicos de embarcaciones más pequeñas en la orilla cuando fueron descubiertos. Un relato inuit de 1910 señalaba que "un año había estado todavía en la playa y al año siguiente había desaparecido sin dejar rastro". Cuando el antropólogo canadiense Vilhjalmur Stefansson llegó a Mercy Bay durante su viaje al Ártico de 1915, no encontró sus restos.
Tras reunirse con los inuit que peregrinaban hasta los restos del naufragio, sugirió una relación entre el varamiento del Investigator y la ausencia de bueyes almizcleros en la isla Banks. Especuló que los inuit habían matado a los animales para alimentarse durante sus viajes de ida y vuelta a los restos del naufragio en los 40 años transcurridos desde el abandono. Desde entonces, los bueyes almizcleros han repoblado la isla y ahora son casi 50.000.

## Descubrimiento del pecio
En julio de 2010, un equipo de científicos, arqueólogos y topógrafos de Parks Canada comenzó a buscar los restos hundidos del Investigator en la bahía de Mercy, en el extremo norte del Parque Nacional Aulavik. Fue la primera expedición que buscó específicamente el barco. El equipo llegó a la isla Banks, en el mar de Beaufort, el 22 de julio y tres días después empezó a explorar la zona con un sonar, basándose en los registros originales de la Marina Real británica sobre la posición del barco cuando fue abandonado. Sus restos fueron descubiertos rápidamente, a 150 m de la costa norte de la isla Banks, con la cubierta del barco a unos 8 m bajo la superficie.
Según un superintendente de Parks Canada, el pecio del barco fue hallado "sentado en posición vertical en el cieno; los tres mástiles han sido retirados, probablemente por el hielo". Su casco yace parcialmente enterrado en el cieno y las frías aguas del Ártico han impedido que la cubierta exterior se deteriore con rapidez. No hay planes para levantar los restos del barco, aunque el equipo envió un vehículo submarino teledirigido para tomar fotos y evaluar los restos.